# Língua marauá
O marawá é uma língua da família linguística arawak falada no Brasil (rio Solimões).

## Vocabulário
Vocabulário marawá segundo Ramirez (2019):
Fontes
- Tastevin (1920)[3][4]
- Natterer (s.d.)[5]
- Spix (1981)[6] - línguas marawá e waraiku

### Plantas
| nome científico          | família                 | português              | marawá de Tastevin               | marawá de Natterer | marawá de Spix     |
| ------------------------ | ----------------------- | ---------------------- | -------------------------------- | ------------------ | ------------------ |
|                          |                         | árvore (genérico)      | ada- / -kina                     |                    | ata- / ukuaʃu-kuna |
|                          |                         | liana, cipó (genérico) | tubíru                           |                    |                    |
| Anacardium occidentale   | Anacardiaceae           | caju                   | allu                             |                    |                    |
| -                        | Annonaceae              | envira, tipoia         | ukádju                           |                    |                    |
| Couma utilis             | Apocynaceae             | sorva                  | koámuna / kaamuna                |                    |                    |
| Heteropsis jenmanii      | Araceae                 | cipó-titica            | tubíru                           |                    |                    |
| Xanthosoma sagittifolium | Araceae                 | taioba, tajá           | mari                             |                    |                    |
| Attalea sp.              | Arecaceae               | urucuri                | djawɨ                            |                    |                    |
| Socratea sp.             | Arecaceae               | paxiúba                | naráne / atá                     |                    |                    |
| Bactris spp.             | Arecaceae               | marajá                 | witi (“espinho”)                 |                    |                    |
| Astrocaryum murumuru     | Arecaceae               | murumuru               | uhiti                            |                    |                    |
| Astrocaryum tucuma       | Arecaceae               | tucumã                 | komede, ute 'fio de tucum'       |                    |                    |
| Astrocaryum jauari       | Arecaceae               | jauari                 | kuriwiri                         |                    |                    |
| Bactris gasipaes         | Arecaceae               | pupunha                | bibiri                           |                    |                    |
| Euterpe oleracea         | Arecaceae               | açaí                   | manaká                           | manaka             |                    |
| Mauritia flexuosa        | Arecaceae               | buriti                 | etewe                            |                    |                    |
| Mauritia sp.             | Arecaceae               | caranaí                | njubána                          |                    |                    |
| Oenocarpus bataua        | Arecaceae               | patauá                 | kití                             | kiti               |                    |
| Oenocarpus bacaba        | Arecaceae               | bacaba                 | tuhɨ                             | aĩngákɨ            |                    |
| Bixa orellana            | Bixaceae                | urucu                  | bisirabɨ                         |                    |                    |
| Ceiba pentandra          | Bombacaceae             | samaúma                | wimballi                         |                    |                    |
| Chorisia sp.             | Bombacaceae             | monguba                | djapá                            |                    |                    |
| Ananas comosus           | Bromeliaceae            | abacaxi                | nana                             |                    |                    |
| Ananas erectifolius      | Bromeliaceae            | curauá                 | ududu                            |                    |                    |
| Protium spp.             | Burseraceae             | breu, resina           | sɨkɨru                           |                    |                    |
| Caryocar villosum        | Caryocaraceae           | piquiá                 | kanáwɨ                           |                    |                    |
| Tachigali sp.            | Caesalpinioideae        | taxi                   | tasi [ < ]                       |                    |                    |
| Hymenaea courbaril       | Caesalpinioideae        | jutaí                  | tadimarú                         |                    |                    |
| -                        | Cyperaceae              | puçangas (remédio)     | tupusanú [ < ] , tawaho          |                    |                    |
| Ipomoea batatas          | Convolvulaceae          | batata-doce            | arunawa                          |                    |                    |
| Lagenaria siceraria      | Cucurbitaceae           | cabaça, cuia           | akísa, kizára                    |                    |                    |
| Dioscorea sp.            | Dioscoreaceae           | cará                   | adákɨ                            | adakö              |                    |
| Smilax sp.               | Smilacaceae             | salsaparrilha          | ada-dɨba                         |                    |                    |
| Theobroma cacao          | Sterculiaceae           | cacau                  | jueru                            | joeru              | jueru              |
| Theobroma grandiflorum   | Sterculiaceae           | cupu                   | zará                             |                    |                    |
| Hura crepitans           | Euphorbiaceae           | assacu                 |                                  |                    | atá                |
| Hevea sp.                | Euphorbiaceae           | seringueira            | pɨh                              |                    |                    |
| Manihot utilissima       | Euphorbiaceae           | mandioca               | ken                              | keɲ                | ken                |
| -                        | Euphorbiaceae           | macaxeira              | wadjú                            | watʃiu             |                    |
|                          | Euphorbiaceae           | beiju (de mandioca)    | djuhɨ                            | tʃooü              |                    |
|                          | Euphorbiaceae           | farinha (de mandioca)  | masúka                           | maʃsuka            |                    |
|                          | Euphorbiaceae           | tucupi (de mandioca)   | busíari                          |                    |                    |
| -                        | Gramíneas               | capim, grama           | kapatu                           | katɨlau            |                    |
| -                        | Gramíneas               | bambu                  | ibári                            |                    |                    |
| Gynerium sp.             | Gramíneas               | flecha                 | ukái, makúna                     | ukai               |                    |
| Zea mays                 | Gramíneas               | milho                  | nati, n-enete 'meu milho'        | nooti              |                    |
| Poraqueiba paraensis     | Icacinaceae             | umari                  | amú                              |                    |                    |
| -                        | Lauraceae               | louro                  | bituti                           |                    |                    |
| Persea americana         | Lauraceae               | abacate                | bíria                            |                    |                    |
| Bertholletia excelsa     | Lecythidaceae           | castanha-do-Pará       | manázi                           |                    |                    |
| Strychnos spp.           | Loganiaceae             | curare                 |                                  | ukaithena          | ukaitena           |
| Gossypium barbadense     | Malvaceae               | algodão                | kawári                           |                    |                    |
| Carapa guianensis        | Meliaceae               | andiroba               | wajhúli / wehuri                 |                    |                    |
| Inga spp.                | Mimosoideae             | ingá                   | durú                             |                    |                    |
| Anadenanthera sp.        | Mimosoideae             | paricá, angico         |                                  | kotuba             |                    |
| Psidium guajava          | Myrtaceae               | goiaba                 | wajáwa                           |                    |                    |
| Eugenia sp.              | Myrtaceae               | araçá                  | kamadutelɨ / kamadulebɨ          |                    |                    |
| Pseudolmedia sp.         | Moraceae & Cecropiaceae | pama                   | arákdja                          |                    |                    |
| Cecropia spp.            | Moraceae & Cecropiaceae | ambaúba                | wanabana                         |                    |                    |
| Pourouma sp.             | Moraceae & Cecropiaceae | purumã, mapati         | umiukuru                         |                    |                    |
| Musa sp.                 | Musaceae                | banana                 | panári, nu-panára 'minha banana' | banali             |                    |
| Lonchocarpus spp.        | Papilionoideae          | timbó                  | batabí, kuméte                   | makhona            |                    |
| Genipa americana         | Rubiaceae               | jenipapo               | laná                             |                    |                    |
| Pouteria spp.            | Sapotaceae              | abiu                   | kamára                           |                    |                    |
| Capsicum spp.            | Solanaceae              | pimenta                | ati                              |                    |                    |
| Nicotiana tabacum        | Solanaceae              | tabaco                 | djuti / ziuri                    | tʃoli              |                    |
| -                        |                         | cogumelo               | leru                             |                    |                    |

### Animais

#### Mamíferos
| nome científico           | português          | marawá de Tastevin  | marawá de Natterer | marawá de Spix       |
| ------------------------- | ------------------ | ------------------- | ------------------ | -------------------- |
| Didelphis marsupialis     | mucura             | iktíri              |                    |                      |
| Myrmecophaga tridactyla   | tamanduá-bandeira  | behédjuri           |                    | behetʃuri            |
| Tamandua tetradactyla     | tamanduá-colete    | djuráma             |                    |                      |
| Bradypus sp.              | preguiças          | kurúju              |                    | umawa                |
| Dasypus novemcinctus      | tatu               |                     | tʃeiki             | jeʃi                 |
| Priodontes giganteus      | tatu-canastra      |                     | hiana              |                      |
| Hydrochaeris hydrochaeris | capivara           | ketu / keʃu         |                    |                      |
| Cuniculus paca virgata    | paca               | kawárama            |                    |                      |
| Dasyprocta sp.            | cutia              | kadjúabi            |                    |                      |
| Myoprocta sp.             | cutiuaia           | aduri               |                    |                      |
| Sciurus sp.               | esquilo            | merí                |                    |                      |
| -                         | rato               | tibúri              |                    |                      |
| Tapirus terrestris        | anta               | kama                | kamãn              | kama                 |
| Tayassu pecari            | queixada           | abia                | abia               | abiá                 |
| Tayassu tajacu            | caititu            | arua                | alua               | aruá                 |
| -                         | veado              | kawiarɨm            | kawiali            | kaujare              |
| Nasua nasua               | quati              | kibiti              |                    | kiberi               |
| Pteronura brasiliensis    | ariranha           | kaduhána / kadukúna |                    |                      |
| -                         | gato               | pisana              |                    |                      |
| Felis concolor            | onça-vermelha      | iteti               | aluana             | uriuri               |
| Panthera onca             | onça-pintada       | iteti               | ichtoeri           | itueri               |
| Panthera onca             | onça-preta         |                     | koliana            | kuriana              |
| Canis familiaris          | cão                | itúeri              | ichtoeri           | nu-nira              |
| Cebus spp.                | macaco-prego       | kuinzuti            |                    | poeté, arari, wirika |
| Alouatta ursina           | guariba            | itúti               | itholi             | itúri                |
| Aotus trivirgatus         | macaco-da-noite    | mehwe               |                    | mehua                |
| Ateles paniscus           | coatá              | wámana              | wamana             | wamana               |
| Cacajao melanocephalus    | uacari             | wakara              | wakala             | oakará               |
| Chiropotes sp.            | macaco-cuxiú       |                     | hõntʃõn            |                      |
| Callicebus torquatus      | zogue-zogue        | dumázawa            |                    | juá                  |
| Lagothrix lagotricha      | macaco-barrigudo   | kabaru              | kaparu             | kaparu               |
| Pithecia pithecia         | macaco-cabeludo    | wawiwáti            |                    |                      |
| -                         | saui               | itumihan            | itumian            |                      |
| -                         | morcego (genérico) | kadjádu             |                    |                      |
| Trichechus inunguis       | peixe-boi          | abia͂(n)             | habian             |                      |
| -                         | boto               | hamána              | amana              | wajuari + amano      |

#### Aves
| nome científico      | ordem / família                  | português       | marawá de Tastevin    | marawá de Natterer | marawá de Spix |
| -------------------- | -------------------------------- | --------------- | --------------------- | ------------------ | -------------- |
|                      |                                  | ave (genérico)  | iribizi               | kiribitʃi          | kimpú          |
| -                    | Alcedinidae                      | martim-pescador | dukoïdaki, dakɨdak    |                    |                |
| -                    | Anatidae                         | patos spp.      | uruma                 | uluma              | uruma, wanana  |
| Anhima sp.           | Anatidae                         | anhuma          | semúri                |                    | semuri         |
| Anhinga anhinga      | Anhingidae                       | carará          | wanari                |                    | wanari         |
| Monasa sp.           | Bucconidae                       | bico-de-brasa   | imaãkuru              |                    |                |
| Caprimulgus sp.      | Caprimulgiformes                 | bacurau         | kwakwáru              |                    |                |
| Nyctibius sp.        | Caprimulgiformes                 | urutau          | udjaúlu               | kodiau + olau      |                |
| Laridae              | Charadriiformes                  | gaivota         | tehe                  |                    |                |
| Rynchops niger       | Charadriiformes                  | corta-água      | hew-hew-huri          |                    |                |
| Ardea cocoi          | Ciconiformes & garças            | maguari         | ukarukari             |                    | kikaraukari    |
| -                    | Ciconiformes & garças            | garça           | adálɨ                 |                    | atari          |
| Tigrisoma lineatum   | Ciconiformes & garças            | socó-boi        | ka͂huba                |                    |                |
| Jabiru mycteria      | Ciconiformes & garças            | tuiuiu, jaburu  | hiriwi                |                    |                |
| -                    | Columbiformes                    | pombo-do-mato   |                       | hiabulï            |                |
| Crax globulosa       | Cracidae e outros Galliformes    | mutum-piuri     | piuri                 | piɲoli             | piuri          |
| -                    | Cracidae e outros Galliformes    | mutum           | ikilibari / ikizubari | ithidudali         | iresepari      |
| Ortalis ruficauda    | Cracidae e outros Galliformes    | aracua          |                       |                    | karakatʃi      |
| Penelope jacquacu    | Cracidae e outros Galliformes    | jacu            | wa͂uru                 |                    | unaura         |
| Pipile pipile        | Cracidae e outros Galliformes    | cujubim         | maríawɨ               |                    | mauriauu       |
| -                    | Cracidae e outros Galliformes    | galinha         | matáwari              | matawali           | matawari       |
| Crotophaga sp.       | Cuculidae                        | anu             | kurubá                |                    |                |
| -                    | Strigidae                        | coruja          | kumutúkuru            |                    |                |
| Cathartes spp.       | Falconiformes (urubus & gaviões) | urubu           | uríri                 | oliri              |                |
| -                    | Falconiformes (urubus & gaviões) | gavião          |                       |                    | emeruanna      |
| -                    | Falconiformes (urubus & gaviões) | caracaraí       | siná                  |                    |                |
| -                    | Falconiformes (urubus & gaviões) | gavião-panema   | enáti                 |                    |                |
| Harpia harpyja       | Falconiformes (urubus & gaviões) | gavião-real     | kukúi                 | kokoia             | kukúja         |
| Psarocolius sp.      | Icteridae                        | japu            | buri                  |                    |                |
| Cacicus cela         | Icteridae                        | japiim          | eremése               |                    |                |
| -                    | Opisthocomidae                   | aturia, cigano  | (h)anári              |                    |                |
| -                    | Picidae                          | pica-pau        | kerewése              |                    |                |
| Ara sp.              | Psittacidae                      | arara-vermelha  | ullá                  | olla               |                |
| Ara ararauna         | Psittacidae                      | arara-canindé   | parawati              | parawali           | parawari       |
| Aratinga sp.         | Psittacidae                      | maracanã        | djanãdába             |                    |                |
| -                    | Psittacidae                      | periquito       | ziri                  |                    | siriri         |
| -                    | Psittacidae                      | papagaios spp.  | ura͂w / una͂w           | hu͂nlãu             | uhtá, apuru    |
| Aramides cajanea     | Rallidae                         | saracura        | kuséri                |                    | kisoeré        |
| Psophia crepitans    | Rallidae                         | jacamim         | waijurebe / wadjarebe | waitʃalebe         |                |
| Aramus guarauna      | Rallidae                         | carao           | karatáu ?             |                    |                |
| Pteroglossus spp.    | Ramphastidae                     | araçari         | lala / tata           | rahara + dianbi    |                |
| Ramphastos sp.       | Ramphastidae                     | tucano          | abírarɨ               | abirali            |                |
| -                    | Tinamidae                        | inambus spp.    | weru, djaruha͂-beru    | mami               |                |
| Pitangus sulphuratus | Tyrannidae & Thraupidae          | bentevi         | pitãwa (Língua Geral) |                    |                |
| Thraupis sp.         | Tyrannidae & Thraupidae          | pipira          |                       | houpi              |                |
| Trogon spp.          | Trogonidae                       | surucuá         |                       | lololi             |                |
| -                    | Trochilidae                      | beija-flor      | bómedi                |                    |                |
| Turdus albicollis    | Turdidae                         | sabiá           | uká                   |                    |                |

#### Répteis e anfíbios
| nome científico           | português        | marawá de Tastevin   | marawá de Natterer | marawá de Spix |
| ------------------------- | ---------------- | -------------------- | ------------------ | -------------- |
| -                         | lagarto, calango | kuidju               |                    | guana          |
| Uranoscodon superciliosus | tamaquaré        | munúru / mukúru      |                    |                |
| Tupinambis teguixin       | teju             | djunú                |                    | janu           |
| -                         | cobra (genérico) | djubí                |                    | jubi           |
| Eunectes murinus          | sucuriju         | djubi-tabi           |                    | jubi-tabi      |
| Lachesis mutus            | surucucu         |                      |                    | uibana         |
| -                         | jacaré, caimão   | diúluna              | tʃoholona          | ʃuorona        |
| Geochelone sp.            | jabuti           | wahuzari             | hoawaʃali          | awasari        |
| Podocnemis expansa        | tartaruga        | kaníawa              | kaniawa            | käniohá, ubá   |
| Podocnemis sextuberculata | iaçá             | djewe                |                    |                |
| Podocnemis unifilis       | tracajá          | kamátiu / kamariu͂    |                    | kamairaliõ     |
| Chelus fimbriatus         | matá-matá        | ɲari / jati          |                    | ikuri          |
| -                         | sapo, rã         | mawá, durári, hɨneru |                    | utä            |

#### Peixes
| nome científico                | português         | marawá de Tastevin | marawá de Natterer | marawá de Spix |
| ------------------------------ | ----------------- | ------------------ | ------------------ | -------------- |
|                                | peixe (genérico)  | eme                | heme               | emé            |
| Phractocephalus hemioliopterus | pirarara          |                    |                    | uramana        |
| Pseudoplatystoma fasciatum     | surubim           | kollesi            | koleʃi             | kolesi         |
| Loricariidae                   | bodó, acari       | udúru              |                    | keheri         |
| Cichla ocellaris               | tucunaré          | lapátizi           |                    |                |
| Arapaima gigas                 | pirarucu          | wedi               |                    |                |
| Brycon sp.                     | matrinxã          | manuilli / mamulli |                    |                |
| Semaprochilodus sp.            | jaraqui           | jarakɨ             |                    |                |
| Triportheus sp.                | sardinha, arauiri | jawaku             |                    |                |
| Hoplias sp.                    | traíra            | karábahɨ           |                    |                |
| Serrasalmus spp.               | piranha           | umá                |                    | sebieama       |
| Colossoma macropomum           | tambaqui          | kátɨ / kalɨ        |                    | alawa          |
| Electrophorus electricus       | poraquê           | (mika)bóni         |                    |                |
| Gymnotiformes                  | sarapó            | mudjáhu            |                    |                |
| Potamotrygon sp.               | arraia            | ijan / iɲã         | ijan               |                |

#### Insetos
| nome científico    | português         | marawá de Tastevin      | marawá de Natterer | marawá de Spix |
| ------------------ | ----------------- | ----------------------- | ------------------ | -------------- |
| Atta spp.          | saúva             | etu / eru               |                    |                |
| Paraponera clavata | tocandira         | miniti                  |                    |                |
| -                  | formiga sp.       | amidíhu                 |                    |                |
| Camponotus sp.     | taracuá           | pukɨ                    |                    |                |
| -                  | vespa (genérico)  | haɨ                     |                    |                |
| -                  | abelha            | ariana-ju, wallá arapuã |                    |                |
| -                  | mel               | atiána                  |                    |                |
| -                  | cupim, térmita    | aráwadju                |                    |                |
| -                  | borboleta (morfo) | walápana                |                    |                |
| -                  | mosca             | menéru                  |                    |                |
| Culicidae          | pernilongo        | aníhu                   |                    | aniu           |
| Simulium sp.       | pium              |                         |                    | teʃero         |
|                    | maruim            | tɨsáru                  |                    |                |
| Ceratopogonidae    |                   |                         |                    |                |
| Tabanidae          | mutuca            | ketebe                  |                    | eremé          |
| Acrididae          | gafanhoto         | wasá                    |                    |                |
| Tunga penetrans    | pulga             | mekeɲ                   |                    |                |
| -                  | piolho            | njohɨ                   |                    |                |
| Scarabaeidae       | besouro           |                         |                    | uti            |

#### Outros invertebrados
| nome científico    | português             | marawá de Tastevin | marawá de Natterer | marawá de Spix |
| ------------------ | --------------------- | ------------------ | ------------------ | -------------- |
| Ixodidae           | carrapato             | peperu             |                    | pebêra         |
| Trombiculidae      | mucuim                | amutú              |                    |                |
| -                  | aranha, centípeda (?) | akúru              |                    |                |
| -                  | caranguejo            | subúra             |                    |                |
| Ampullariidae spp. | uruá (caramujo)       | kɨwa               |                    |                |
| -                  | concha                | dallú              |                    | tahlu          |

### Objetos culturais
| português       | marawá de Tastevin                 | marawá de Natterer                      | marawá de Spix | waraiku de Spix |
| --------------- | ---------------------------------- | --------------------------------------- | -------------- | --------------- |
| abano           | awalli                             |                                         |                |                 |
| agulha          | hawíne (Língua Geral)              |                                         |                |                 |
| anzol           | kurá                               |                                         |                |                 |
| arco            | pihú                               | bihio                                   |                |                 |
| buzina          |                                    | ii                                      |                |                 |
| canoa           | idiali                             | hitʃale                                 | iʃali          |                 |
| cesto           | bakára; panacu, dotidotihi 'aturá' | bakala (< Língua Geral), dihiri 'aturá' |                |                 |
| corda, fio      | -ki, tupasáma (Língua Geral)       |                                         |                |                 |
| demônio         | mapú                               | machpoe [wirina mâpa, iñeri mapuja]     | mapu           | jukulea         |
| deus            | ebéɲari                            | ebeɲari                                 |                |                 |
| espírito (alma) | (k)ubáma                           |                                         | unamo          |                 |
| faca            | iwá                                | igwa                                    |                |                 |
| forno           | nu-budára                          |                                         |                |                 |
| ilha            | walla / malla                      |                                         |                |                 |
| jirau           | naráne                             |                                         |                |                 |
| machado         | ipí                                | ipi + tʃona                             |                |                 |
| miçanga (colar) | njutúka                            |                                         |                |                 |
| pajé            | mariaúnu                           | malibali / wa(-)uirin                   | marionu        | marepüeu        |
| peneira         | urupema (Língua Geral)             |                                         |                |                 |
| pente           | kewau (Língua Geral)               |                                         |                |                 |
| pilão           | tutua, n-aná-ne                    |                                         |                |                 |
| pote            | wakiú, uriru                       | wakiu, holilu (Língua Geral?) 'camutim' |                |                 |
| prato           | tadjá                              |                                         |                | nabijako        |
| ralo            | kwadjú                             |                                         |                |                 |
| rede de dormir  | amúta, nu-kíra                     | hamoeta                                 |                |                 |
| remo            | manikje, nanikje                   |                                         |                |                 |
| roupa           | kujutu                             |                                         |                |                 |
| sal             | jukɨra (Língua Geral)              |                                         |                |                 |
| terçado         | alɨiri                             |                                         |                |                 |
| tipiti          | subúka                             |                                         |                |                 |
| tripé           | kurudu                             |                                         |                |                 |
| vassoura        | eteri                              |                                         |                |                 |
| zarabatana      | tamána                             | tamana / pitʃiu 'seta'                  |                |                 |